# Drosophila micromettleri
Drosophila micromettleri är en tvåvingeart som beskrevs av Heed 1989. Drosophila micromettleri ingår i släktet Drosophila och familjen daggflugor.
Artens utbredningsområde är Dominikanska republiken.